# Dieudonné Gauthy
Dieudonné Gauthy, né le 19 mai 1893 à Pepinster et mort le 24 janvier 1957 à Clermont-sur-Berwinne, est un coureur cycliste belge. Il a notamment remporté le Tour de Belgique en 1913.

## Palmarès
- 1911
  - 3e de Bruxelles-Liège
- 1912
  - Bruxelles-Liège
  - 2e d'Anvers-Menin
  - 2e de Bruxelles-Esneux
  - 3e de Binche-Tournai-Binche
- 1913
  - Tour de Belgique :
    - Classement général
    - 6e étape

  - Grand Prix d'Haccourt
  - Bruxelles-Oupeye
- 1914
  - 8e de Paris-Roubaix
- 1919
  - Retinne-Marche-Retinne
  - 2e et 3e étapes du Tour de Belgique